# Blanche et Marie (roman)
Pour les articles homonymes, voir Blanche et Marie.
Blanche et Marie est un roman de l'écrivain suédois Per Olov Enquist paru en 2004 sous le titre original : Boken om Blanche och Marie.
Le livre contient une biographie fictive de Blanche Wittmann reposant sur des carnets que Blanche aurait tenus au cours de sa vie. L'auteur fait entrer Blanche Wittmann comme assistante au service de Marie Curie, à l'Institut du radium devenu aujourd'hui Institut Curie et la fait mourir des conséquences (réalistes) des irradiations (après amputation de ses jambes et d'un bras). Tout cela relève de la fiction littéraire.
Les archives de l'Institut prouvent que Marie Curie n'a jamais eu Blanche Wittmann comme assistante. En revanche, ce rapprochement est instructif pour lier deux moments de l'invention de la modernité, dans les sciences physiques d'une part et dans les sciences humaines d'autre part, avec les débuts de la psychiatrie. C'est également une bonne représentation de la société de l'époque et de la condition des femmes. Cette invention romanesque contient donc une part de vérité documentaire.